# André Guelfi
André Guelfi (El Jadida, Marokkó, 1919. május 6. – Saint-Barthélemy, 2016. június 28.) marokkói születésű francia autóversenyző. Haláláig a legidősebb élő, Formula–1-es nagydíjon részt vett versenyző volt, Robert La Caze 2015. július 1-jén bekövetkezett halála óta. 

## Pályafutása
1958-ban részt vett a Formula–1-es világbajnokság marokkói versenyén. André egy Formula–2-es autóval szerepelt a viadalon; végül tizenötödikként zárt, öt kör hátrányban a győztes Stirling Moss mögött.
1950 és 1958 között hét alkalommal állt rajthoz a Le Mans-i 24 órás versenyen. Ezek közül mindössze egyszer ért célba. Az 1954-es futamon abszolút hatodikként, és a S 3.0-kategória első helyén végzett csapattársával, Jacques Pollettel.

## Eredményei

### Le Mans-i 24 órás autóverseny
| Év   | Csapat                | Autó                 | Csapattárs              | Helyezés | Kiesés oka |
| ---- | --------------------- | -------------------- | ----------------------- | -------- | ---------- |
| 1950 | Ecurie Lutetia        | Delahaye 175S        | Gaston Serraud          | Kiesett  |            |
| 1951 | Johnny Claes          | Ferrari 212 Export C | Jean Lariviére          | Kiesett  | Baleset    |
| 1953 | Capt. Marceau Crespin | Gordini T15S         | Roger Loyer             | Kiesett  | Motorhiba  |
| 1954 | Equipe Gordini        | Gordini T15S         | Jacques Pollet          | 6.       |            |
| 1956 | Automobiles Gordini   | Gordini T23S         | Hernando da Silva Ramos | Kiesett  | Motorhiba  |
| 1957 | Equipe Gordini        | Gordini T24S         | Jean Guichet            | Kiesett  | Motorhiba  |
| 1958 | Hervé Peignaux        | Jaguar D-Type        | Jean-Marie Brousselet   | Kiesett  | Baleset    |

### Teljes Formula–1-es eredménylistája
(Táblázat értelmezése)

(Félkövér: pole-pozícióból indult; dőlt: leggyorsabb kört futott) 

| Év   | Csapat       | Modell          | Motor             | 1   | 2   | 3   | 4   | 5   | 6   | 7   | 8   | 9   | 10  | 11     | Helyezés | Pont |
| ---- | ------------ | --------------- | ----------------- | --- | --- | --- | --- | --- | --- | --- | --- | --- | --- | ------ | -------- | ---- |
| 1958 | André Guelfi | Cooper T45 (F2) | Climax Straight-4 | ARG | MON | NED | 500 | BEL | FRA | GBR | GER | POR | ITA | MOR 15 | -        | 0    |